# Londoner Konferenz (1867)

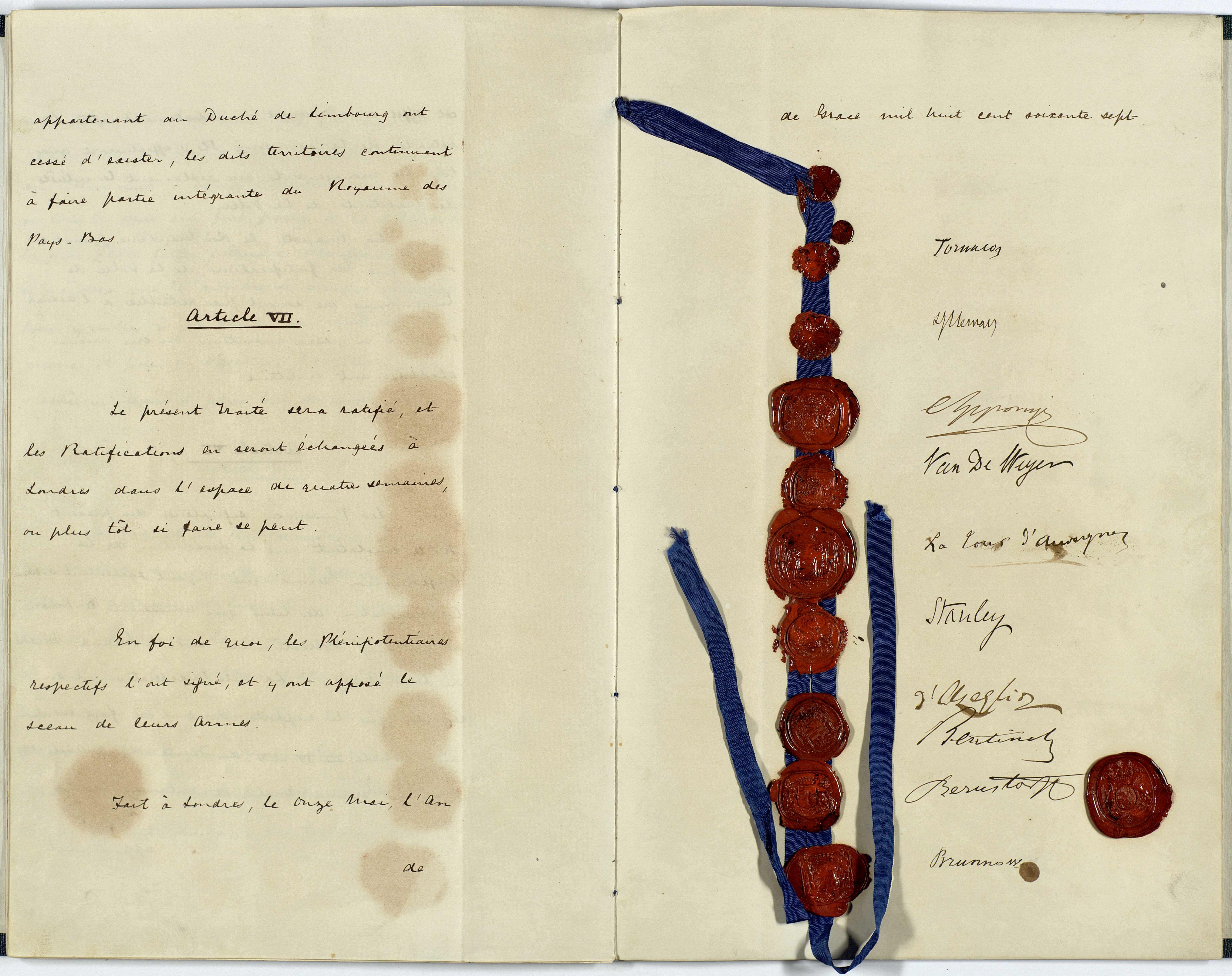
Unterschriften des Londoner Vertrags

Die Londoner Konferenz vom 7. bis 11. Mai 1867 war ein Zusammentreffen in der britischen Hauptstadt London, welche über die Zukunft Luxemburgs entschied. Den Vertragstext der Konferenz nennt man auch den Zweiten Londoner Vertrag.
Es tagten Vertreter der sechs europäischen Großmächte Großbritannien, Frankreich, Preußen, Österreich, Italien und Russland. Es ging um die Abgrenzung ihrer Interessensphären in Bezug auf das Großherzogtum Luxemburg, das in Personalunion vom niederländischen König geführt wurde.

## Vorgeschichte
Die Konferenz war die Folge der sogenannten Luxemburger Krise, einer Auseinandersetzung um den beabsichtigten Kauf des Großherzogtums Luxemburg durch die französische Regierung unter Kaiser Napoleon III. im Jahre 1866 von den Niederlanden unter König Wilhelm III. für 5.000.000 Gulden. Napoleon fühlte sich zu dieser Forderung berechtigt, da nach dem Prinzip des Gleichgewichts der Kräfte ein Machtzuwachs der einen Seite – hier Preußens Sieg im Krieg gegen Österreich und die Gründung des Norddeutschen Bundes ausgeglichen werden musste. Der Kaiser hoffte auf einen großen Tausch: Belgien und Luxemburg für Frankreich, dann könnten sich die süddeutschen Staaten Preußen und dem von ihm dominierten Norddeutschen Bund von 1867 anschließen. Diese Idee scheiterte aber an Großbritannien, das auf der Neutralität Belgiens bestand. Die Festung in Luxemburg-Stadt ab 1816 war als deutsche Bundesfestung ein wichtiger Bestandteil zur Sicherung der Westgrenze des Deutschen Bundes zu Frankreich, weshalb der preußische Ministerpräsident Otto von Bismarck gegen den Kauf protestierte, obgleich er Frankreich anfangs diskret ermuntert hatte. Ein nationalistischer Proteststurm erhob sich vor allem in Norddeutschland, während in Süddeutschland noch antipreußische Vorbehalte herrschten, die es wenig angezeigt erscheinen ließen, den Bündnisfall im Sinne der jüngst beschlossenen Schutz- und Trutzbündnisse zu erklären. Doch wechselseitiges Säbelrasseln und verbale Drohgebärden schien einen Krieg zwischen Preußen und Frankreich in greifbare Nähe zu rücken.

## Die Beratungen und das Ergebnis
Ende März signalisierte Bismarck seine Bereitschaft, den Konflikt diplomatisch lösen zu lassen. Daraufhin schlug der russische Außenminister Alexander Michailowitsch Gortschakow eine Konferenz der beteiligten Mächte vor. Am 5. Mai traten deren Vertreter zusammen, um bis zum 13. Mai in nur fünf kurzen Sitzungen zu paraphieren, die der britische Botschafter in Paris, Henry Wellesley, 1. Earl Cowley vorher ausgehandelt hatte:
- Frankreich verzichtete auf den Erwerb Luxemburgs, der Souverän blieb der niederländische König.
- Dafür sagte Preußen zu, die Festung Luxemburg zu schleifen[4]
- Luxemburg blieb im Deutschen Zollverein,
- seine Neutralität wurde von allen fünf Vertragsstaaten garantiert.
- Es wurde festgestellt, dass der Deutsche Bund aufgelöst war und daher die betreffenden Bindungen Luxemburgs und Limburgs nicht mehr bestanden.[5]